# Alena Kánová
Alena Kánová, née le 29 mars 1980 à Liptovský Mikuláš (Tchécoslovaquie), est une pongiste handisport slovaque concourant en classe 3. Elle détient cinq médailles paralympiques : deux de bronze (2012, 2004), deux d'argent (2008, 2020) et une d'or (2000).

## Biographie
À l'âge de 14 ans, elle est victime d'un accident de la route qui la laisse paralysée. Elle débute le tennis de table parce qu'elle en avait une dans son jardin, ce qui lui permettait de s'entraîner. En parallèle du tennis de table, elle intègre l'équipe de Slovaquie de curling handisport lors des Jeux paralympiques d'hiver de 2014 à Sotchi.
Lors de ses 7e Jeux en 2020, Kánová remporte une nouvelle médaille d'argent, battue en finale par la Chinoise Xue Juan 3 sets à 0. C'est sa cinquième médaille après l'or aux Jeux de 2000, l'argent en 2004, le bronze en 2008 et le bronze en 2012.

### Jeux paralympiques
- 2021 : Tokyo,  Japon
  -  Médaille d'argent aux Jeux Paralympique en classe 3
- 2012 : Londres,  Angleterre
  -  Médaille de bronze aux Jeux Paralympique en classe 3
- 2008 : Pékin,  Chine
  -  Médaille d'argent aux Jeux Paralympique en classe 3
- 2004 : Athènes,  Grèce
  -  Médaille de bronze aux Jeux Paralympique en classe 3
- 2000 : Sydney,  Australie
  -  Médaille d'or aux Jeux Paralympique en classe 3

### Championnats du Monde
- 2010 : Corée,  Corée du Sud
  -  Médaille d'argent aux championnats du Monde en classe 3
- 2006 : Montreux,  Suisse
  -  Médaille d'argent aux championnats du Monde en classe 3
- 2002 : Tapei,  Taïwan
  -  Médaille d'or aux championnats du Monde en classe 3
- 1998 : France,  France
  -  Médaille d'argent aux championnats du Monde en classe 3

### Championnats d'Europe
- 2009 : Gênes,  Italie
  -  Médaille d'or aux championnats d'Europe en classe 3, individuel
- 2007 : Kranjska Gora,  Slovénie
  -  Médaille d'or aux championnats d'Europe en classe 3, individuel
- 2005 : Jesolo,  Italie
  -  Médaille d'or aux championnats d'Europe en classe 3, double
- 2001 : Francfort-sur-le-Main,  Allemagne
  -  Médaille d'argent aux championnats d'Europe en classe 3, individuel
- 1999 : Piešťany,  Slovaquie
  -  Médaille d'or aux championnats d'Europe en classe 3, individuel
  -  Médaille d'argent aux championnats d'Europe en classe 3, double
- 1997 : Stockholm,  Suède
  -  Médaille d'argent aux championnats d'Europe en classe 3, double